# Lubuk Cabau
Lubuk Cabau is een bestuurslaag in het regentschap Muko-Muko van de provincie Bengkulu, Indonesië. Lubuk Cabau telt 1091 inwoners (volkstelling 2010).